# Saverne
Saverne (en alemán Zabern) es una localidad y comuna francesa de la región de Alsacia, en el departamento del Bajo Rin.
Su origen se remonta al Imperio romano, siendo llamada Tres Tabernae
La ciudad era la residencia de los obispos de Estrasburgo desde 1414. Durante la guerra de los Treinta Años, fue ocupada por las tropas francesas de Bernardo de Sajonia-Weimar el 16 de julio de 1636, siendo devuelta al obispado con la Paz de Westfalia. En 1680 sería anexada a Francia.

Saverne
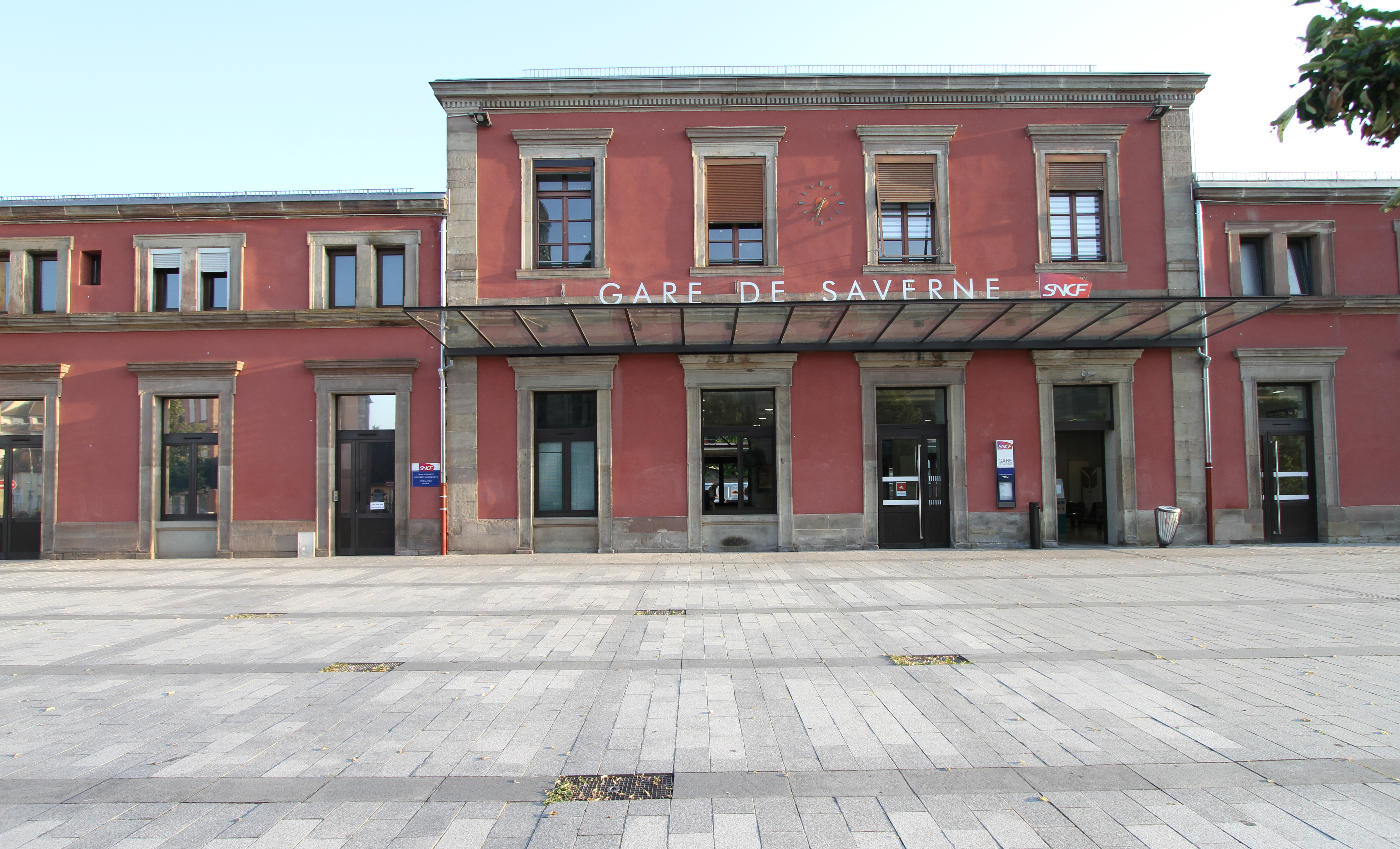
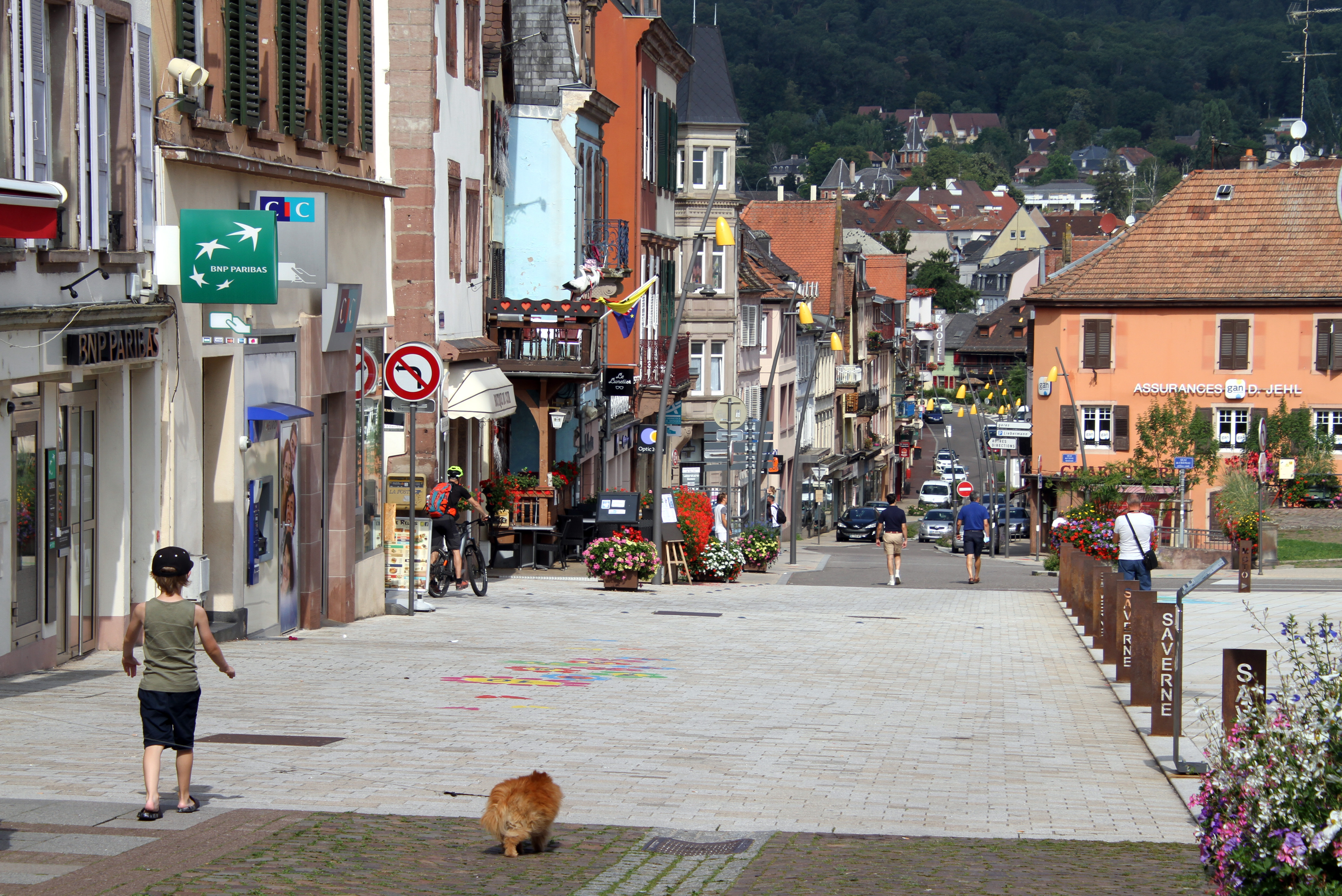
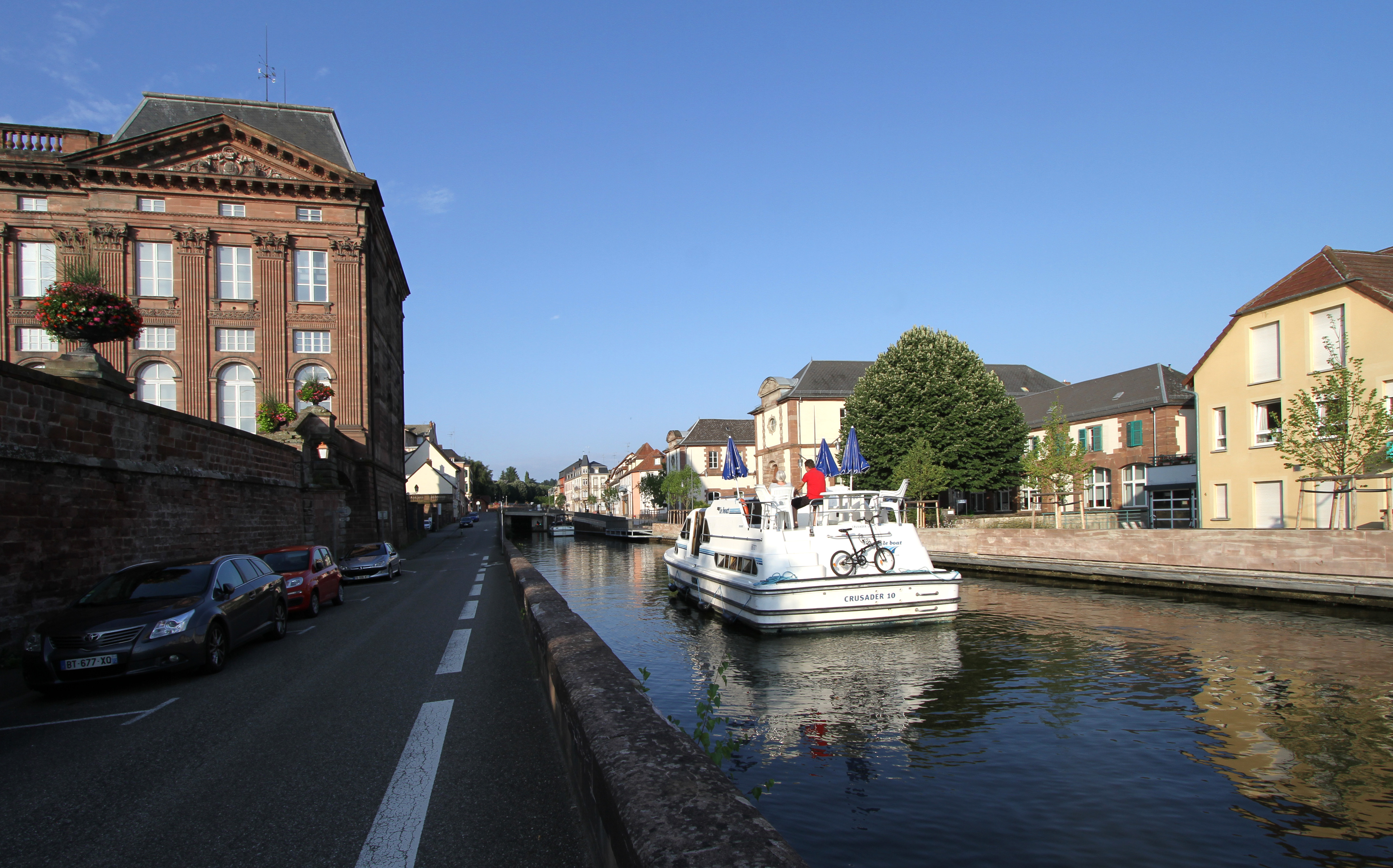
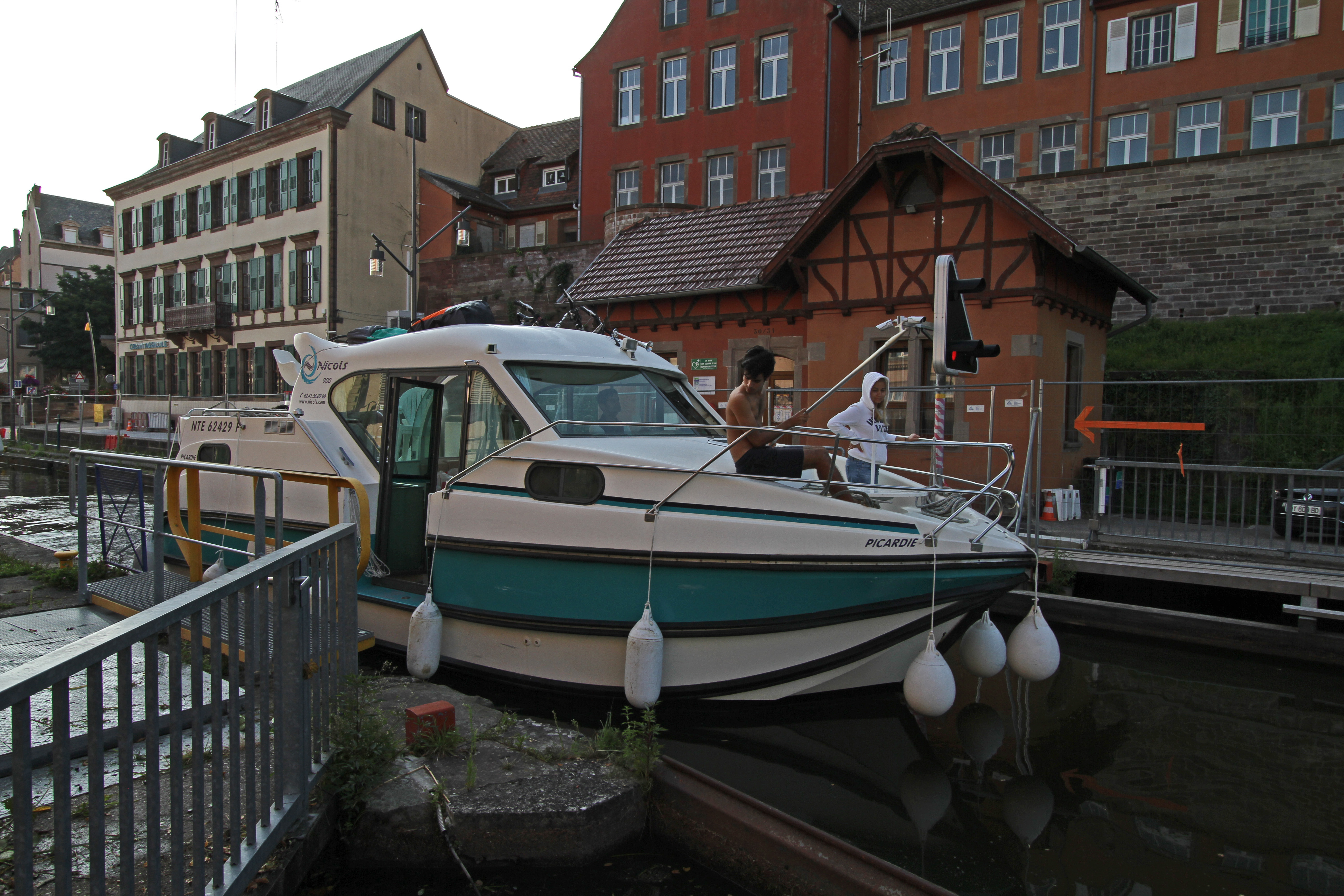
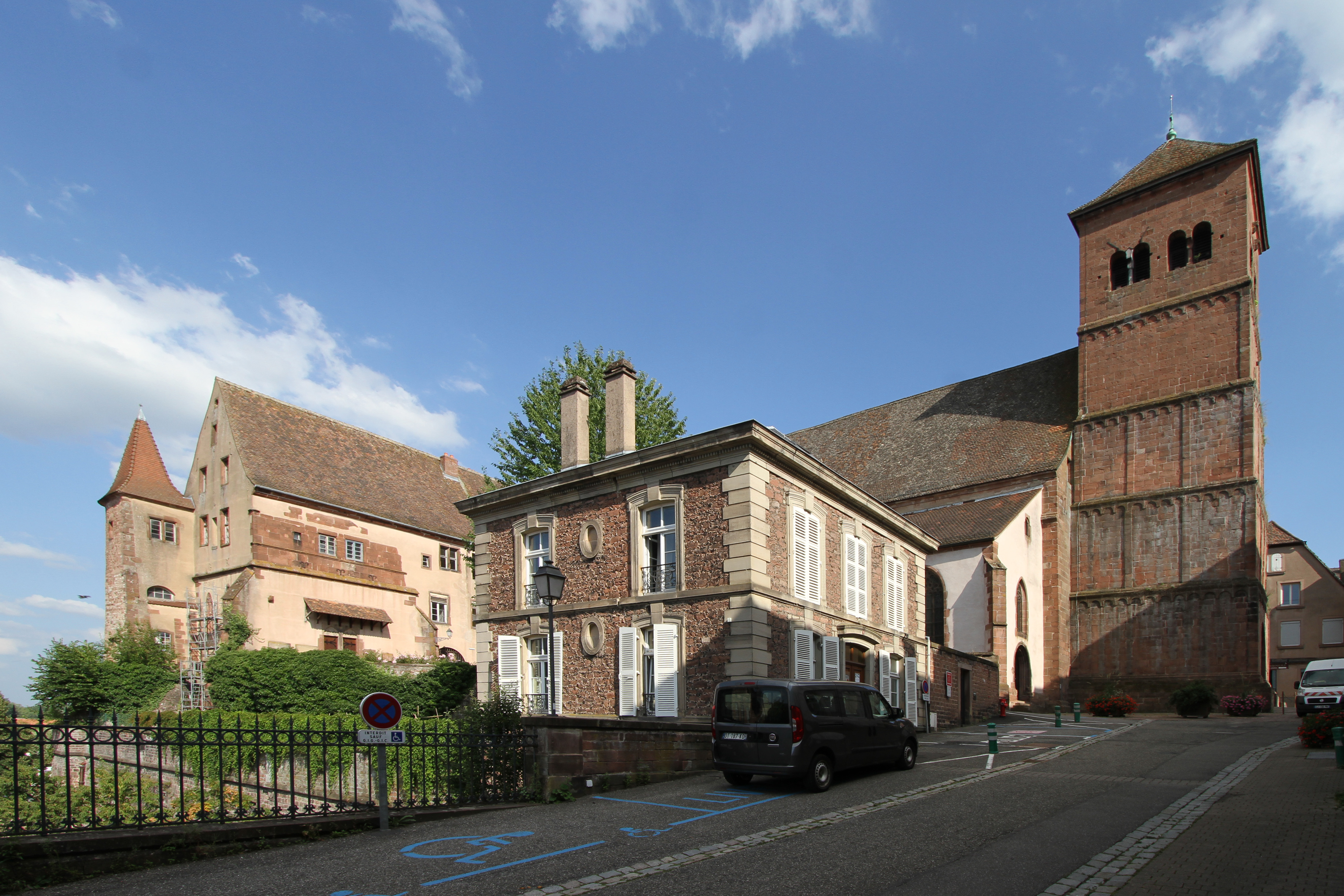
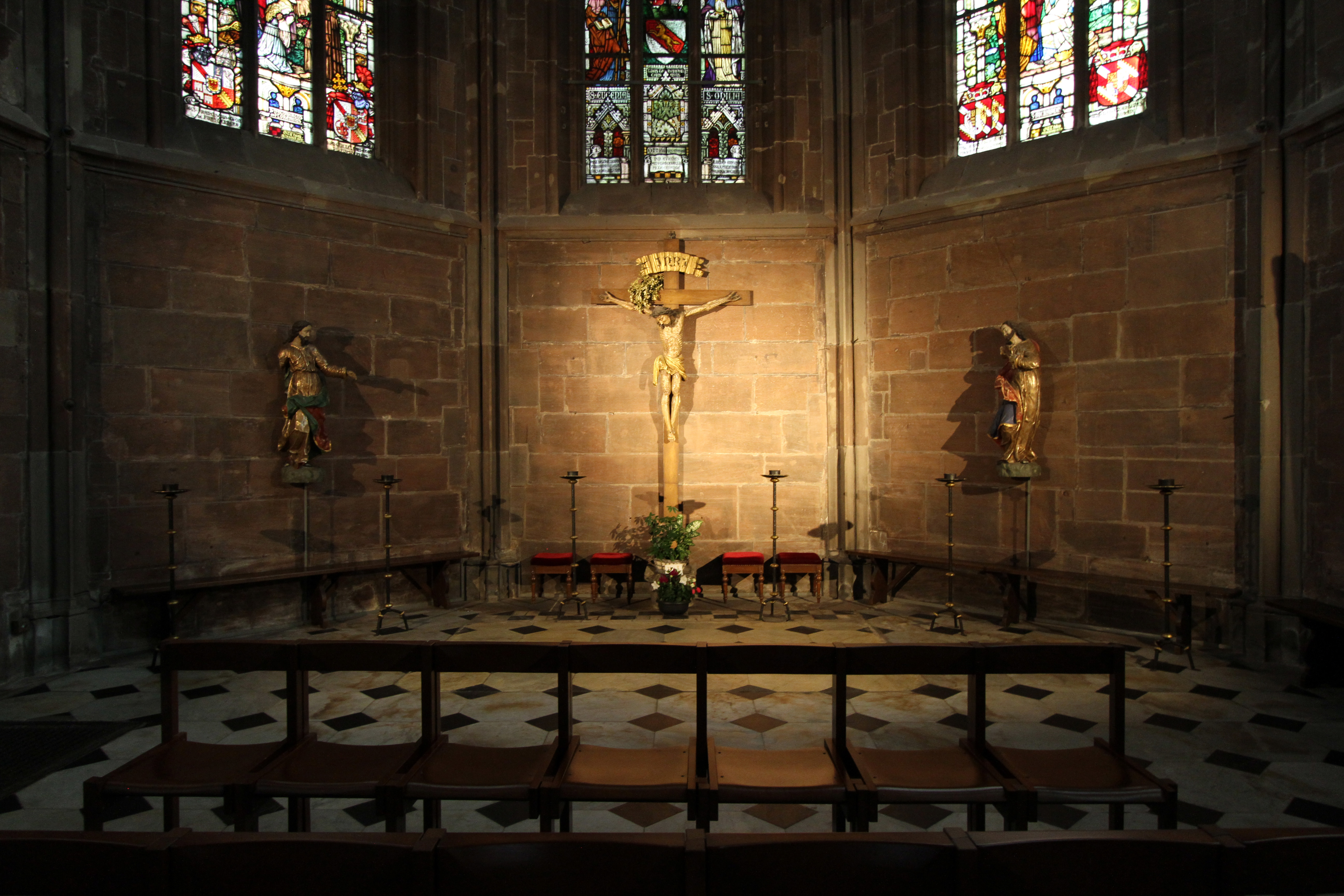
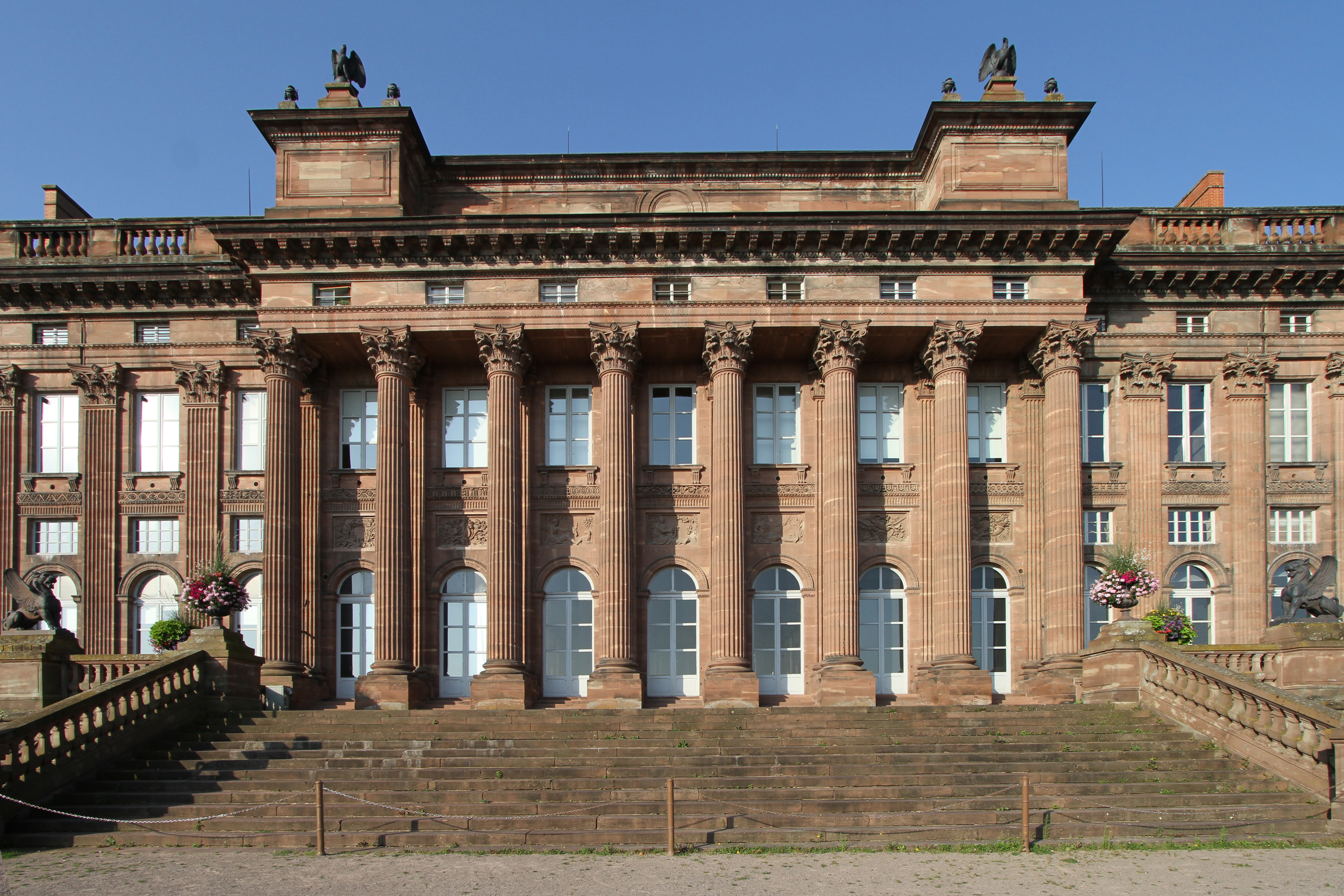
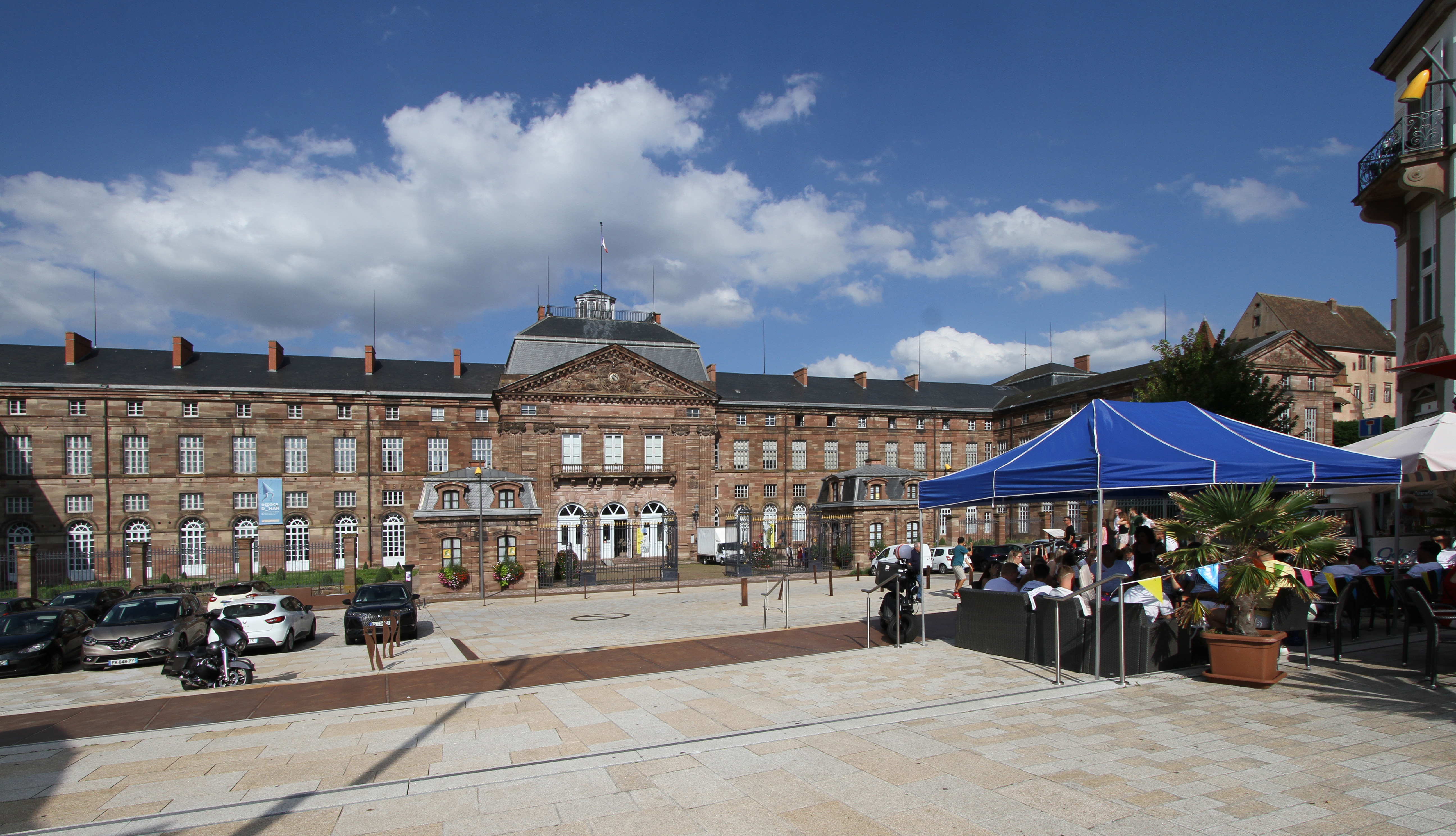

- Datos: Q22741
- Multimedia: Saverne / Q22741

1. ↑  Worldpostalcodes.org, código postal n.º 67700.
2. ↑  INSEE, Datos de población para el año 2012 de Saverne (en francés).